# Preda Mihăilescu
Preda Mihăilescu (Bucarest, 23 maggio 1955) è un matematico rumeno, noto per la dimostrazione della congettura di Catalan.

## Biografia
All'età di 18 anni, nel 1973, lascia la Romania e si trasferisce a Zurigo in Svizzera, dove studia matematica ed informatica. Nel 1997 ottiene il dottorato in matematica preso l'ETH con una tesi svolta sugli anelli ciclotomici e sui test di primalità sotto la supervisione di Erwin Engeler e Edrik Lenstra. Per diversi anni lavorò all'Università di Paderborn in Germania nel gruppo di matematica algoritmica. Nel 2002, la teoria dei campi ciclotomici gli permise di dimostrare brillantemente la congettura formulata da Eugène Charles Catalan, oggi nota come il teorema di Mihăilescu. Tale dimostrazione fu pubblicata sulla rivista matematica Crelle. Dal 2005 è professore all'Università di Gottinga.